# Konār Torshān
Konār Torshān (persiska: كنار ترشان, كِنَر تُرشَن) är en ort i Iran.   Den ligger i provinsen Bushehr, i den södra delen av landet, 800 km söder om huvudstaden Teheran. Konār Torshān ligger 36 meter över havet och antalet invånare är 256.
Terrängen runt Konār Torshān är varierad. Runt Konār Torshān är det glesbefolkat, med 17 invånare per kvadratkilometer. Närmaste större samhälle är Sar Cheshmeh, 17,5 km öster om Konār Torshān. Trakten runt Konār Torshān är ofruktbar med lite eller ingen växtlighet.